# 1035

## Evenimente
- Harald I devine rege al Angliei.
- Harthacanut devine rege al Danemarcei.
- Începe construcția catedralei Saint Sabino din Bari.
- Magnus I devine rege al Norvegiei.
- William al II-lea Cuceritorul (viitorul William I al Angliei) devine duce de Normandia.

## Nașteri
- dată necunoscută: Papa Urban al II-lea  (d. 1099)
- dată necunoscută: Welf I de Bavaria duce al Bavariei (d. 1101)
- dată necunoscută: Conrad I al Boemiei duce al Boemiei (d. 1092)
- dată necunoscută: Herman de Salm  (d. 1088)
- dată necunoscută: Sarlo al II-lea de Hauteville  (d. 1072)
- dată necunoscută: Herman de Aversa  (d. 1049)

## Decese
- 3 iulie: Robert II, duce de Normandia în Niceea, Bitinia, 35 ani (n. 1000)
- 18 octombrie: Sancho III al Navarei (n. ?)
- 4 noiembrie: Jaromír, duce al Boemiei (n. ?)
- 12 noiembrie: Canut cel Mare, rege al Danemarcei, Angliei, Norvegiei și părți din Suedia (n. 985)